# Kazein
A kazein egymással rokon foszfoproteinekből (αS1, αS2, β, κ) álló fehérjecsalád. E fehérjék általában az emlősök tejében találhatók meg; a tehéntej fehérjéinek 80%-a, az emberi tej (anyatej) fehérjéinek 20-45%-a kazein. Sokoldalúan felhasználják, ez például a sajt fontos összetevője, valamint az étel adalékanyagtól a biztonsági gyufa kötőanyagáig nagyon sok helyen megtalálható. Táplálékforrás, mivel aminosavakat, szénhidrátokat, és két szervetlen elemet, a kalciumot és a foszfort is biztosítja a szervezet számára.
A kazein szó latin eredetű: caseus sajtot, ritkán túrót jelent.

## Összetétele
A kazein meglehetősen magas számban tartalmaz prolin aminosavat, amely nem alakít ki kölcsönhatást. Nincsenek benne diszulfidkötések, ebből következik, hogy viszonylag kicsi a harmadlagos szerkezete. Viszonylag hidrofób, csak kis mértékben oldódik vízben. Megtalálható a tejben, mint szuszpenzió, szemcséit kazein micelláknak nevezik, de csak kis mértékben hasonlítanak a felületaktív fajtájú micellákhoz. Bár esetükben is a hidrofil részek vannak a felszínen, és formájuk gömbölyű, ugyanakkor a felületaktív micellákkal ellentétben a kazein micellák belseje erősen hidratált. A kazeineket a micellákban kalciumionok és hidrofób kölcsönhatások tartják össze.
A kazein izoelektromos pontja 4,6. Mivel a tej pH értéke 6,6, a kazein benne negatív töltésű. A leszűrt fehérje vízben oldhatatlan. Míg a semleges sók oldatában szintén oldhatatlan, a hígított alkálifémsó oldatokban diszpergálódik (szétoszlik). Ilyen sók például a nátrium-oxalát vagy a nátrium-acetát.

## Felhasználása

### Festék
A kazeinfestékek gyorsan száradó, vízoldékony festékek, amiket általában a művészek használnak. A kazeinfestéket az ókori Egyiptomban kezdték el használni egyfajta temperafestékként. Széles körben használták a kereskedelmi illusztrátorok egészen a késő 1960-as évekig, az akrilfesték megjelenésével ugyanis a kazeinfesték jelentősége csökkent. Még mindig használják a színpadfestők, habár az akril terjed ezen a területen is.

### Ragasztó
A kazein alapú ragasztók a szintetikus ragasztók elterjedése előtt a famegmunkálásban népszerűek voltak, beleértve a repülőgépgyártást is. Transzformátorok készítésekor is használnak kazeinragasztót olajfelvevő képessége miatt. Bár nagyrészt felváltották a műgyantaragasztók, még mindig alkalmaznak kazein alapú ragasztót bizonyos esetekben, például tűzálló ajtók rétegeléséhez vagy palackok címkézéséhez.

### Sajtkészítés
A sajt fehérjékből, és általában tehén, bivaly, kecske vagy birka tejéből származó zsírokból áll. A kazein megalvasztásával gyártják. A tejet előbb megsavanyítják, majd hozzáadják az oltóanyagot, egy proteolitikus enzimet, amit az állat hasából nyernek a borjazás után. Majd a szilárd anyagot kiszűrik és formába préselik.
Számos fehérjével ellentétben, a kazein nem alvasztható meg melegítéssel. Az alvasztás folyamatában, a tejalvasztó proteázok hatnak a kazeinek oldható részére, és az így származó instabil micelláris állapot eredménye az alvadékképződés. Amikor kimozinnal alvasztják, a kazeint néha parakazeinnek hívják. A kimozin egy aszparaginsav-proteáz, ami különösen a peptid-kötéseket hidrolizálja. Ezt tartják a leghatékonyabb proteáznak a sajtgyártó iparban. Abban a formában, ahogy a tejben előfordul, a kalcium egyik sója is.

### Műanyagok és rostok
A legelső műanyagok kazeinen alapultak. Különösen a galalit volt alkalmas gombok gyártására. A rostok készülhetnek sajtolt kazeinből. A Lanital nevű szövet kazeinrostból készül, főleg Olaszországban volt népszerű az 1930-as évek alatt. A legújabb innovációk, mint a QMilch kifinomultabb szálakat használnak a modern szövetekhez.

## Fordítás
- Ez a szócikk részben vagy egészben  a   Casein című angol Wikipédia-szócikk ezen változatának fordításán alapul.  Az eredeti cikk szerkesztőit annak laptörténete sorolja fel. Ez a jelzés csupán a megfogalmazás eredetét és a szerzői jogokat jelzi, nem szolgál a cikkben szereplő információk forrásmegjelöléseként.